# Pluton (misil)
El misil Pluton era un sistema francés de misiles balísticos tácticos con armas nucleares (misiles balísticos de corto alcance, SRBM) lanzado desde una plataforma transportadora-erector-lanzadora (TEL) montada sobre un chasis de tanque AMX-30. Fue diseñado para proporcionar la parte táctica de la disuasión nuclear francesa durante la Guerra Fría.

## Desarrollo
El Pluton reemplazó al misil MGR-1 Honest John construido en Estados Unidos. Tenía un alcance operativo de entre 17 y 120 km (11 y 75 millas), con un CEP de 150 m. Este corto alcance sólo permitía ataques contra objetivos en Alemania Occidental o dentro de la propia Francia, lo que llevó al desarrollo del misil Hadès de mayor alcance.
El sistema era relativamente ligero, lo que permitía su despliegue en condiciones difíciles. Un dron Nord Aviation CT20 estaba disponible para proporcionar información de último minuto sobre el objetivo antes del lanzamiento, lo que hacía que el sistema Pluton fuera apto para el combate.
Un proyecto para una versión actualizada, llamado Super-Pluton, fue abandonado en favor del proyecto Hadès, y el envejecido Pluton fue descartado gradualmente hasta su total retirada en 1993.